# Relleno Sanitario Santiago Poniente
El Relleno Sanitario Santiago Poniente es uno de los más grandes de Santiago de Chile. Desde 2001, este relleno opera en la zona de Rinconada de Maipú —en la zona sur poniente del Gran Santiago—, recibiendo los desechos urbanos de las comunas de Cerrillos, Peñalolén, Estación Central, San Bernardo, Padre Hurtado, Isla de Maipo, Peñaflor, Calera de Tango, El Monte y Cerro Navia.
La implementación de este relleno sanitario está a cargo del grupo franco-español Proactiva Chile y contó con diversos problemas, entre ellos, la desaprobación de los vecinos del sector de Rinconada de Maipú.

## Aprobación medioambiental
En agosto de 2001, la Comisión Regional de Medioambiente Metropolitana (Corema) aprobó su funcionamiento con diecisiete votos a favor, una abstención y uno en contra.
Entre las condiciones que se establecieron para poder entregar esta concesión, se establecieron medidas como que antes de cuatro años de su operación, el proyecto tendría que cumplir el nivel de la certificación internacional ISO 14000, otorgando de este modo una serie de garantías de seguridad para la población de la comuna.
También estuvo que el proyecto debería tener una doble membrana de protección en su base y que sólo podrá usar la avenida Camino a Rinconada los primeros nueve meses de su ejecución mientras se construye una ruta especial por avenida Alfredo Silva Carvallo, en la villa Los Héroes, bajo la responsabilidad de la empresa proponente.
Según observaciones realizadas por la Facultad de Agronomía de la Universidad de Chile, en el sector del relleno sanitario había pruebas fehacientes de que existían napas subterráneas muy cerca de la superficie, por lo que se exigió una doble impermeabilización.
El intendente metropolitano de aquella época, Sergio Galilea, señaló que jamás se certificaría un proyecto que tuviese el lugar de operación a dos metros agua y donde tampoco no haya un tratamiento seguro de los líquidos percolados, enfatizando que en este caso hay una garantía que puede ser de estándar internacional.
La iniciativa está ubicada en una superficie de novecientas hectáreas, de las cuales trescientas están destinadas al depósito de los residuos sólidos domésticos.
Proactiva Chile está conformada por la multinacional francesa Veolia Environnement y la española Fomento Construcciones y Contratas, las que prestan servicios en el manejo de residuos sólidos en más de cien centros sanitarios distribuidos en el mundo.

## Problemas medioambientales
Después de ocho años desde su puesta en marcha, el Relleno Sanitario Santiago Poniente ha recibido once multas por parte de la Corema. Los cargos por los cuales ha sido multado son diversos:
- Transporte de excedentes de excavaciones en camiones sin carga.
- Acopio de materiales fuera de las zonas definidas en el proyecto.
- No se cumplió con la metodología propuesta para establecer un sistema de comunicación permanente con la comunidad.
- No se presentó un plan de reforestación.
- No se realizó la mejora comprometida del camino a rinconada desde autopista del sol.

## Problemas sicológicos de los vecinos
Un estudio elaborado por la Escuela de Sicología de la Universidad de Chile evaluó la calidad de vida de los habitantes de las comunas de El Maitén, Joaquín Olivares y Lo Vial, villas que se encuentran alrededor del Relleno Sanitario Santiago Poniente.
El trabajo señala que la calidad de vida de los habitantes de Rinconada ha sufrido un daño considerable a partir de la instalación progresiva de fuentes contaminantes, siendo la más visible Santiago Poniente. 
Esto, según los académicos de la Universidad de Chile, se debería a la convivencia constante de los malos olores, lo que produce trastornos en el sueño y cefaleas. 
Además, encontraron que entre los vecinos hay una sensación de rabia y frustración, ya que no estarían esperanzados en que exista una solución del problema que los aqueja.